# Radio SRF Virus
Radio SRF Virus è la quinta radio svizzera pubblica di lingua tedesca. È stata creata nel 1999. Gli studi del programma si trovano a Zurigo.
Il 16 dicembre 2012 DRS Virus è diventata Radio SRF Virus.

## Loghi

Logo utilizzato fino al 15 dicembre 2012
Logo dal 16 dicembre 2012 al 2020
Logo dal 2020 a dicembre 2022
Logo attuale da dicembre 2022